# Едвард Григ
Едвард Григ (норв. Edvard Grieg; Берген, 15. јун 1843 — Берген, 4. септембар 1907) је био норвешки романтичарски композитор и пијаниста. Његова најпознатија дела су Пер Гинт и Клавирски концерт у а-молу. Његово коришћење норвешке народне музике у сопственим композицијама донело је норвешкој музици славу, као и помогло у развоју националног идентитета, као што је то урадио Јан Сибелијус у Финској и Беджих Сметана у Чешкој.
Григ је најславнија личност из града Бергена, са бројним статуама које приказују његов лик, и многим културним целинама названим по њему: највећа градска концертна зграда (Григов хол), његова најнапреднија музичка школа (Григова академија) и професионални хор (Едвард Григов хор). Музеј Едварда Грига у Григовој некадашњој кући Тролдхауген посвећен је његовој заоставштини.

## Биографија
Едвард Григ је рођен у Бергену 1843. године. Одрастао је у музичкој породици. Прве часове клавира добијао је од своје мајке. Похађао је неколико музичких школа. Године 1858. започео је студије клавира на Лајпцишком конзерваторијуму. Упоредо са студијама имао је мноштво концерата у Лајпцигу.
Почетком пролећа 1860. прележао је плућну болест опасну по живот. Године 1862. завршио је студије у Лајпцигу и одржао први концерт у родном Бергену. Наредне године одлази у Копенхаген где остаје три године. Спријатељио се са норвешким композитором Рикардом Нордраком (композитор норвешке химне). Одржавао је блиске везе са Бергенским филхармонијским оркестром, чији је директор био од 1880. до 1882.
Почетком лета 1867. оженио се рођаком Нином Хагеруп. Следеће године добили су кћерку. Тог лета на одмору у Данској написао је Клавирски концерт у а-молу. Упознао је Франца Листа у Риму 1870. године. Лист је био веома задовољан његовом Клавирском сонатом бр. 1. Лист му је такође давао савете о оркестрацији. У лето 1869. године умире му једногодишња кћерка.
Григ 1876. године пише музику на драму Хенрика Ибзена Пер Гинт. Године 1888. упознао је Петра Чајковског. Чајковски је имао високо мишљење о његовој музици, ценећи њену лепоту, топлину и иновативност. За живота је стекао велику славу, али не и богатство.
Едвард Григ је умро у јесен 1907. године након дуге болести. На сахрани је било између 30 000 и 40 000 људи. Према Григовој последњој жељи, на сахрани су извођени његов посмртни марш и посмртни марш Фредерика Шопена. Пепео Едварда Грига положен је у планинску крипту близу његове куће.

## Каријера
Током 1861, Григ је дебитовао као концертни пијаниста у Карлшамну у Шведској. Године 1862, завршио је студије у Лајпцигу и имао је први концерт у свом родном граду, где је његов програм укључивао Бетовенову Патетичку сонату.
Године 1863, Григ је отишао у Копенхаген, у Данској, и тамо остао три године. Упознао је данске композиторе Ј. П. Е. Хартмана и Нилса Гадеа. Упознао је и свог колегу норвешког композитора Рикарда Нордрака (композитора Норвешке националне химне), који је постао добар пријатељ и извор инспирације. Нордрак је умро 1866. године, а Григ је компоновао погребни марш у његову част.
Григ се 11. јуна 1867. оженио својом првом рођаком Нином Хагеруп (1845–1935), лирским сопраном. Следеће године се родило њихово једино дете Александра. Александра је умрла 1869. од менингитиса. Током лета 1868, Григ је написао свој Клавирски концерт у а-молу док је био на одмору у Данској. Едмунд Нојперт је премијерно извео концерт 3. априла 1869. у Казино театру у Копенхагену. Сам Григ није могао да буде тамо због обављања обавеза у Кристијанији (сада Осло).
Током 1868. године, Франц Лист, који још није срео Грига, написао је за њега изјаву норвешком министарству образовања, што је резултирало тиме да је Григ добио путну потпору. Њих двојица су се срели у Риму 1870. Током прве Григове посете, прегледали су Григову сонату за виолину бр. 1, којом је Лист био веома задовољан. Приликом његове друге посете у априлу, Григ је са собом донео рукопис свог Концерта за клавир, који је Лист погледао (укључујући оркестарски аранжман). Листово извођење је веома импресионирало његову публику, иако му је Григ у поверењу рекао да је пребрзо одсвирао први став. Лист је такође дао Григу неколико савета о оркестрацији (на пример, да намени мелодију друге теме у првом ставу соло труби, што је сам Григ одлучио да не прихвати).
Током 1870-их спријатељио се са песником Бјорнстјернеом Бјорнсоном који је делио његова интересовања у норвешкој самоуправи. Григ је написао музику за неколико његових песама, укључујући Ландкјенинг и Сигурд Јорсалфар. На крају су се одлучили за оперу засновану на краљу Олаву Тригвасону, али спор око тога да ли прво треба створити музику или текст, довео је до тога да се Григ преусмерио на рад на сценској музици за комад Хенрика Ибсена Пер Гинт, што је природно увредило Бјорнсона. На крају је њихово пријатељство обновљено.
Сценска музика компонована за Пир Гента на захтев аутора, допринела је његовом успеху, и посебно су та дела постала нека од најпознатијих композиторових музичких аранжмана као оркестарске свите.
Григ је имао блиске везе са Бергенским филхармонијским оркестром (Хармониен), а касније је постао музички директор оркестра од 1880. до 1882. Године 1888, Григ је упознао Чајковског у Лајпцигу. Григ је био импресиониран Чајковским. Чајковски је веома ценио Григову музику, хвалећи њену лепоту, оригиналност и топлину.
Дана 6. децембра 1897, Григ и његова супруга су извели део његове музике на приватном концерту у замку Виндзор за краљицу Викторију и њен двор.
Григ је добио два почасна доктората, први на Универзитету у Кембриџу 1894. а други на Универзитету у Оксфорду 1906. године.

## Музика
Едвард Григ је значајан као национални композитор, црпећи инспирацију из норвешких народних песама. Од раних дела издвајају се симфоније и сонате. Такође је компоновао сонате за виолину и виолончело и кратка дела за клавир, захваљујући којима је прозван "Шопен севера“.
Григова дела на сталном концертном репертоару широм света су:
- 66 Лирских комада (Пролећу, Птичица, Лептир, Ноктурно, Норвешке мелодије)
- Холбергова свита
- свита Пер Гинт (Јутарње расположење, У палати горског краља, Арапска игра)
- Клавирски концерт у а-молу (Allegro molto moderato-Adagio-Allegro moderato molto e marcato)
- Увертира У Јесен
- 4 Симфонијске игре
- 3 сонате за виолину и клавир
- мноштво соло песама на стихове Хајнеа, Гетеа и др.
- мноштво клавирских дела

### Едвард Григови снимци
- Papillon – Lyric Piece, Op. 43, no. 1 Архивирано на веб-сајту  (3. децембар 2019) as recorded by Grieg on piano roll, 17 April 1906, Leipzig (Info)
- Legendary Piano Recordings: The Complete Grieg, Saint-Saëns, Pugno, and Diémer (Marston Records)
- Edvard Grieg: The Piano Music In Historic Interpretations (SIMAX Classics – PSC1809)
- Grieg and his Circle (Pearl, GEMM 9933 CD)
- Grieg spiller Grieg Архивирано на веб-сајту  (27. јануар 2013) (Edvard Grieg Museum Troldhaugen) Шаблон:No icon
- Piano Rolls (The Reproducing Piano Roll Foundation)

### Снимци радова Едварда Грига
- Edvard Grieg, Sonata No. 1 in F major, I. Allegro con brio - Gregory Maytan (violin), Nicole Lee (piano)
- Edvard Grieg, Sonata No. 1 in F major, II. Allegretto quasi Andantino - Gregory Maytan (violin), Nicole Lee (piano)
- Edvard Grieg, Sonata No. 1 in F major, III. Allegro molto vivace - Gregory Maytan (violin), Nicole Lee (piano)
- Edvard Grieg, Sonata No. 3 in C minor, I. Allegro molto ed appasionato - Gregory Maytan (violin), Nicole Lee (piano)
- Edvard Grieg, Sonata No. 3 in C minor, II. Allegretto espressivo all Ramanza - Gregory Maytan (violin), Nicole Lee (piano)
- Edvard Grieg, Sonata No. 3 in C minor, III. Allegro animato - Gregory Maytan (violin), Nicole Lee (piano)

### Музички рангови
- Едвард Григ (бесплатне песме за субјекат) на сајту IMSLP (језик: енглески)
- Free scores by Едвард Григ in the Choral Public Domain Library (ChoralWiki)
- Free scores at the Mutopia Project

### Фестивали
- Peer Gynt Festival
- Oslo Grieg Festival Архивирано на веб-сајту  (6. јануар 2014)
- Grieg International Choir Festival
- Grieg in Bergen